# Амфревіль-Сент-Аман
Амфревіль-Сент-Аман (фр. Amfreville-Saint-Amand) — муніципалітет у Франції, у регіоні Верхня Нормандія, департамент Ер. Амфревіль-Сент-Аман утворено 1 січня 2016 року шляхом злиття муніципалітетів Амфревіль-ла-Кампань i Сент-Аман-де-От-Терр. Адміністративним центром муніципалітету є Амфревіль-ла-Кампань. Населення — 1194 особи (01.01.2021).